# 동창회의 목적
"동창회의 목적"은 2015년에 개봉한 대한민국의 영화이다.

## 캐스팅
- 조인우 : 동철 역
- 김유연 : 유진 역
- 이현성 : 상준 역
- 김늘메 : 맹훈 역
- 유승현 : 영미 역
- 최고은 : 말자 역
- 이현주 : 순정 역
- 김장동 : 동창 1 역
- 이창수 : 동창 2 역
- 선정화 : 동창 3 역
- 김시진 : 동창 4 역
- 서나혜 : BAR직원 1 역
- 김은비 : BAR직원 2 역
- 이주희 : 금례 역
- 김건 : 엔딩동창 남 역
- 문진영 : 목격 남 역
- 최창민 : 현주 역
- 송창현 : 유진 남편 역
- 김보리 : 편의점알바 역 (우정출연)